# Vera Songwe
Vera Songwe, née en 1968 à Nairobi, est une économiste camerounaise, dirigeante au sein d'institutions financières internationales, la Banque mondiale, puis la Société financière internationale. De 2017 à 2022, elle est secrétaire exécutive de la Commission économique pour l'Afrique.

## Biographie

### Enfance, formation et débuts
De nationalité camerounaise, elle est fille de médecin, et a effectué sa scolarité au sein du Our Ladies of Lourdes College, dans la banlieue de Bamenda. Elle poursuit ensuite en Belgique en économie mathématique à l’université catholique de Louvain-la-Neuve, où elle obtient un doctorat. Puis elle se rend ensuite aux États-Unis, et, après un passage de trois ans à l’université du Michigan, elle obtient un poste de professeur invité à l’université de Californie du Sud, tout en travaillant à la Banque de réserve fédérale de Minneapolis. 

### Carrière
Elle entre à la Banque mondiale en 1998 en tant que jeune cadre dans la Région Asie de l’Est et Pacifique. En 2007, elle devient conseillère de la nouvelle directrice générale de l’institution, Ngozi Okonjo-Iweala. Puis en 2011, elle est nommée directrice des opérations de la Banque mondiale pour le Sénégal, le Cap-Vert, la Gambie, la Guinée-Bissau et la Mauritanie.
En 2013, le magazine Forbes la classe parmi les « 20 jeunes femmes les plus puissantes d'Afrique ».
En 2016, elle prend de nouvelles responsabilités avec la direction du bureau Afrique de l'Ouest et Afrique centrale (soit 23 pays) de la Société financière internationale, une filiale de la Banque mondiale chargée du privé,.
Le 3 août 2017, elle prend les fonctions de secrétaire exécutive de la Commission économique pour l'Afrique (CEA) des Nations-Unies. Durant la crise liée à la pandémie de Covid-19, elle s'affirme en 2021 comme une des principales voix en faveur de l'accès des Africains aux vaccins. Le 21 août 2022, Vera Songwe présente sa démission du poste de secrétaire exécutive de la Commission économique des Nations unies pour l’Afrique (CEA).
Vera Songwe est ensuite présidente du conseil d'administration de la Liquidity and Sustainability Facility (LSF), une organisation dépendant de la Commission économique pour l'Afrique.
Elle fait partie du « Top 50 Forbes Afrique Women ».